# Nguyễn Hoàng Đệ
Nguyễn Hoàng Đệ (sinh năm 1963) là thẩm phán cao cấp người Việt Nam. Ông hiện giữ chức vụ Chánh án Tòa án nhân dân tỉnh Vĩnh Long. 

## Tiểu sử
Nguyễn Hoàng Đệ sinh năm 1963, quê quán tại xã Tân Mỹ, huyện Trà Ôn, tỉnh Vĩnh Long.
Ông có bằng Cử nhân Luật.
Ông là đảng viên Đảng Cộng sản Việt Nam.
Ngày 9 tháng 11 năm 2015, Nguyễn Hoàng Đệ được Chánh án Tòa án nhân dân tối cao Việt Nam Trương Hòa Bình bổ nhiệm giữ chức vụ Chánh án Tòa án nhân dân tỉnh Vĩnh Long nhiệm kì 5 năm theo Quyết định số 2013/QĐ-TCCB ngày 9/11/2015. Lúc này, ông đang là Phó Chánh án Tòa án nhân dân tỉnh Vĩnh Long.
Hiện nay (2018), ông đang là Tỉnh ủy viên Tỉnh ủy Vĩnh Long, Bí thư Ban Cán sự Đảng Cộng sản Việt Nam Tòa án nhân dân tỉnh Vĩnh Long, Chánh án Tòa án nhân dân tỉnh Vĩnh Long.